# 유역간 물이동
유역간 물이동은 하천의 물줄기를 인위적으로 본래와 다른 방향으로 바꾸어 다른 하천이나 바다로 물 흐름의 방향을 변경시키는 것을 말한다. 특히 발전소에서는 유역변경식(流域變更式)이라는 말이 쓰인다.
한국에서 유역간 물이동은 주로 발전의 목적이나 이를 겸하여 활용된다. 용수 이용과 발전을 겸한 목적의 유역변경은 대표적으로 섬진강댐이, 전력 생산 목적이 주된 곳은 장진호 등이 있다. 효율성을 높이는 것을 목적으로 한다. 일제강점기에는 압록강지류인 허천강, 부전강에 댐을 설치하고 낙차가 큰 동해 쪽으로 유로를 돌려 수력발전 시설을 설치하였다.
조선민주주의인민공화국에서는 1986년부터 2003년까지 북한강상류에 금강산댐(임남댐)을 건설하여 원산 방향으로 유로를 돌려서 수력발전 및 공업용수 등으로 이용하고 있다. 대한민국에서는 이 댐의 하류인 휴전선 부근에 평화의 댐을 건설하였다.
대한민국에서는 남한강 상류인 송천에 도암댐을 건설하고 동해로 유로를 돌려 전력을 생산하고자 강릉수력발전소를 건설하였다.
발전 목적이 없는 수자원 활용 목적의 유역간 물이동으로는 최근 4대강 정비 사업 과정에서 금강물을 보령댐 보령호로 옮긴 도수로나, 1990년대에서 2000년대에 건설된 안동댐-임하댐 연결 도수로 및 임하댐 물을 금호강으로 보내는 영천댐 도수로 등이 있다.

## 같이 보기
- 섬진강댐
- 장진호
- 임남댐
- 남수북조